# Seznam typografických písem
Seznam typografických písem obsahuje počítačová písma.

## Serifová (patková, antikva)
- Adobe Jenson
- Albertus
- Aldus
- Alexandria (písmo)
- Algerian
- American Typewriter
- Antiqua
- Arno (písmo)
- Aster
- Aurora (písmo)
  - News 706
- Baskerville[1][2]

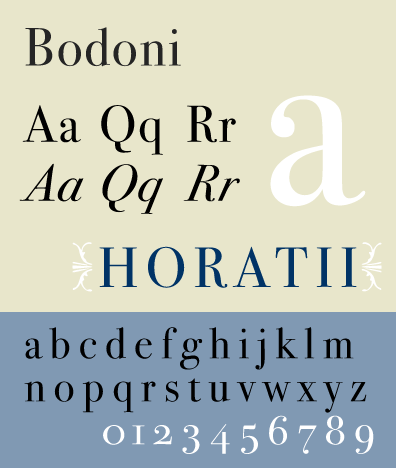
Písmo Bodoni

- Bell (písmo) (serifový font navržený Richardem Austinem roku 1788)
- Bembo
  - Bembo Schoolbook
- Benguiat
- Berkeley Old Style
- Bernhard Modern
- Bodoni[2]
  - Bauer Bodoni
- Book Antiqua
- Bookman
- Bordeaux Roman
- Californian FB
- Calisto
- Calvert
- Capitals
- Cambria
- Cartier (písmo)
- Caslon
  - Wyld
- Caslon Antique 15. století
- Catull
- Centaur (písmo)
- Century Old Style
- Century Schoolbook
  - New Century Schoolbook
  - Century Schoolbook Infant
- Chaparral
- Charis SIL
- Cheltenham (písmo)
- Clarendon
- Clearface
- Cochin
- Colonna (písmo)
- Computer Modern
- Concrete Roman
- Constantia
- Cooper Black
- Corona (písmo)
  - News 705
- DejaVu Serif
- Ecotype (zvláštní font používaný týdeníkem The Economist)
- Elephant (písmo)
- Espy Serif
- Excelsior (písmo)
  - News 702
- Fairfield
- FF Scala
- Folkard
- Footlight
- FreeSerif
- Friz Quadrata
- Garamond[1]
- Gentium
- Georgia (písmo)
- Gloucester (písmo)
- Goudy Old Style
  - Goudy Schoolbook
  - Goudy Pro Font
- Granjon
- Heather
- Hercules (písmo)
- High Tower Text
- Hiroshige
- Hoefler Text
- Humana Serif
- Imprint
- Ionic No. 5
  - News 701
- Janson
- Joanna
- Korinna

- Legacy Serif
- Lexicon
- Liberation Serif
- Linux Libertine
- Literaturnaya
- Lucida
- Lucida Bright
- Melior
- Memphis (písmo)
- Miller (písmo)
- Minion
- Modern
- Mona Lisa (písmo)
- Mrs Eaves
- MS Serif (součástí všech verzí (Microsoft Windows) jako (Times New Roman))
- New York (písmo) (jedno z původních systémových písem Apple Macintosh)
- Nimbus Roman
- NPS Rawlinson Roadway
- Palatino
  - Book Antiqua (z (Monotype Corporation), podobné písmu Palatino)
- Perpetua (písmo)
- Plantin
- Plantin Schoolbook
- Playbill
- Poor Richard
- Rawlinson Roadway
- Renault (písmo)
- Requiem (písmo)
- Rockwell
- Roman (písmo) (vektorové písmo z Windows 2.1)
- Rotis Serif
- Sabon
- Sistina
- Souvenir
- Stone Informal
- Stone Serif
- Sylfaen
- Times New Roman
  - Times (písmo) (verze Times New Roman od Linotype)
- Trajan
- Trinité
- Utopia (písmo)
- Vale Type
- Vera Serif
- Versailles (písmo)
- Wanted (písmo)
- Weiss (písmo)
- Wide Latin
- Windsor (písmo)

## Bezserifová (bezpatková)

Písmo Helvetica

- Akzidenz-Grotesk
- Arial[3]
  - Arial Unicode MS
- Chicago (font)
- Franklin Gothic[2]
- Frutiger[2]
  - Frutiger NEXT
- Futura[4]
- Gill Sans[2]
- Helvetica[2]
- Johnston
- Optima
- Revue (písmo)
- Tahoma
- Ubuntu (písmo)
- Univers[4]
- Verdana

## Nelatinská
- Japanese Gothic
- Mincho
- Mona

## Strojová (monospace)
- Courier

## Ručně psaná (anglicky „script“)

Písmo Comic Sans

### Štětcová
- Balloon
- Brush Script
- Dragonwick
- Choc (typeface)
- Dom Casual
- Mistral (typeface)
- Papyrus (typeface)
- Tempus Sans
- Year Supply of Fairy Cakes

### Kaligrafická
- AMS Euler
- Apple Chancery
- Aquiline
- Aristocrat
- Bickley Script
- Civitype
- Edwardian Script
- Forte
- French Script
- Kuenstler Script
- Monotype Corsiva
- Old English Text MT
- Palace Script
- Park Avenue
- Scriptina
- Shelley Volante
- Vivaldi
- Vladimir Script
- Zapf Chancery
- Zapfino

### Rukopisná
- Andy (písmo)
- Ashley Script
- Chalkboard
- Comic Sans
- Cezanne
- Dom Casual
- Fontoon
- Irregularis
- Jefferson (písmo)
- Kristen
- Lucida Handwriting
- Rufscript
- Scribble
- Soupbone
- Tekton
- Rage Italic

### Další ručně psaná
- Cinderella (písmo)
- Cupola
- Curlz
- Magnificat
- skript
- Stone Informal
- Švabach – německé gotické písmo

## Symbolová (dingbat)
- Bookshelf Symbol 7
- Computer Modern
- Wingdings
  - Wingdings 2
  - Wingdings 3
  - Webdings

## Ostatní
- Fraktur

## Unicode fonty
- Bitstream Cyberbit
- Code2000
- Code2001
- Fixedsys
- GNU FreeFont
- GNU Unifont
- Junicode
- Lucida Sans Unicode
- Noto (písmo)
- TITUS Cyberbit Basic